# Cammarata
Cammarata es un municipio italiano ubicado en la provincia de Agrigento, región de Sicilia.

## Evolución demográfica
| Gráfica de evolución demográfica de Cammarata entre 1861 y 2001 |
|                                                                 |
| Fuente ISTAT - elaboración gráfica de Wikipedia                 |

- Datos: Q431276
- Multimedia: Cammarata / Q431276

1. ↑  Worldpostalcodes.org, código postal n.º 92022.
2. ↑  «Codici Catastali». Comuni-italiani.it (en italiano). Consultado el 29 de abril de 2017.